# Burgbernheim

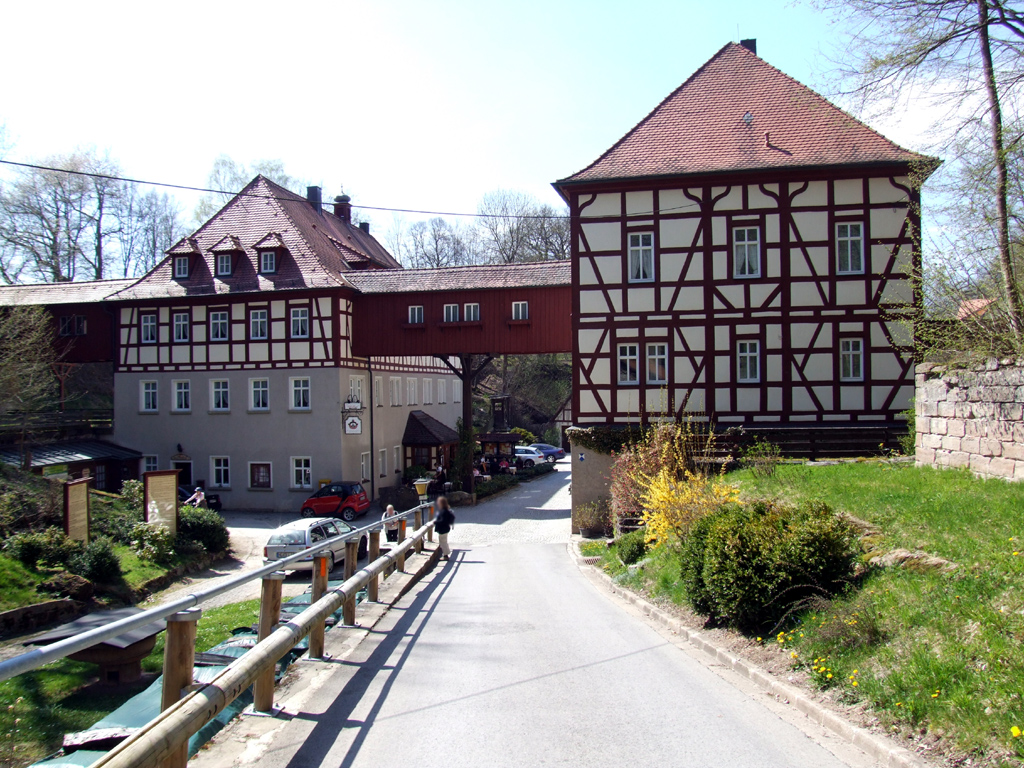
Burgbernheim

Burgbernheim este un oraș din Franconia Mijlocie, landul Bavaria, Germania.